# Matrimonio igualitario en Portugal
El matrimonio igualitario en Portugal es legal desde el 17 de mayo de 2010, cuando la ley fue ratificada por el presidente Aníbal Cavaco Silva tras su aprobación por el Parlamento el 11 de febrero de 2010. El 8 de enero de 2010 el Parlamento portugués aprobó un proyecto del ley que autoriza el matrimonio entre personas del mismo sexo, aunque excluye el derecho a adoptar y ésta fue aprobada el 9 de abril de 2010 por el Tribunal Constitucional al no apreciar este órgano inconstitucionalidad alguna. El matrimonio igualitario no entró en vigor hasta que la ley fue publicada en el Diário da República, el boletín oficial del estado. La nueva ley entró en vigor en mayo de 2010, convirtiendo a Portugal en el sexto país europeo que lo ha legalizado.

## Contexto
Anteriormente, desde 2001 existe una ley de uniones civiles que permitía la cohabitación entre parejas del mismo sexo con ciertos derechos.
El 1 de febrero de 2006 una pareja de lesbianas solicitó contraer matrimonio, cosa les fue negada. La pareja dijo que se les estaba discriminando por motivos de orientación sexual, lo cual está prohibido por la Constitución portuguesa de 1976 y una ley adoptada en 2004. En febrero de 2009, el Partido Socialista introdujo el matrimonio igualitario en su programa electoral.
El matrimonio entre personas de mismo sexo fue un tema de debate durante las elecciones legislativas de 2005, elecciones que fueron ganadas por el Partido Socialista liderado por José Sócrates, que siendo primer ministro ha anunciado que la regularización del matrimonio entre personas del mismo sexo no estaba en su agenda política, aunque él no ha excluido la posibilidad que tal legislación pueda ser presentada si su gobierno gana las siguientes elecciones obteniendo así un segundo mandato. El ala juvenil de su partido, así como otros dos partidos de izquierda con la representación parlamentaria se han posicionado fuertemente a favor del matrimonio entre personas del mismo sexo, mientras los partidos conservadores se oponen a cualquier tipo de legislación parecida. Según el Eurobarómetro realizado entre septiembre y octubre de 2006, el 29% de los portugueses apoyaba el matrimonio igualitario (por debajo de la media europea, situada en el 44%). Según otra encuesta publicada por el Diário de Notícias, el 55% de los portugueses se opone al matrimonio igualitario mientras que el 37% se posiciona a favor.
El 16 de febrero de 2006 se presentó en el Parlamento de Portugal una petición a favor del matrimonio igualitario apoyada por alrededor de 5000 firmas.
El 8 de enero de 2010, el Parlamento portugués aprobó el proyecto de ley presentado por el gobierno que permite el matrimonio entre personas del mismo sexo, aunque excluía el derecho de estas parejas a adoptar.